# Лаусиг
Лаусиг (нем. Laußig) — община в Германии, в земле Саксония.
Подчиняется административному округу Лейпциг. Входит в состав района Северная Саксония. Население составляет 4134 человека (на 31 декабря 2010 года). Занимает площадь 100,09 км².
Община подразделяется на 8 сельских округов: Аутхаузен (Authausen), Дурхвена (Durchwehna), Гёршлиц (Görschlitz), Груна (Gruna), Косса, Лаусиг, Прессель (Pressel) и Пристеблих (Pristäblich).